# 流感大流行警告
流感大流行警告是世界衛生組織用來評定流感大流行危險等級的警告，共分為六個等級。2009年，警告等級被修訂得更加容易理解、更加準確並且都基於能夠觀察的症狀。第一至三級處於準備階段，包括醫療設施的擴容以及響應預案的準備；第四至六級則清晰的標明需要採取措施來緩和局勢。另外，第一波爆發過後的階段被定義為後流行階段，促進康復等活動。

## 目前級別
2009年6月11日，世界衛生組織因應2009年甲型H1N1流感疫潮，將相關流感大流行警戒提升為第六級，是四十一年內首次。此警告于2010年8月10日被解除。
同時，H5N1流感之警戒級別處於第三級。

## 戒備級別
共分為六個等級。
- 第一級 - 新病毒在動物上出現，但並無出現人類感染的個案；
- 第二級 - 出現新病毒在人類感染的個案，並且有大流行的潛在威脅；
- 第三級 - 有證據顯示人傳人感染病毒的個案上升；
- 第四級 - 病毒有效及持續地出現人傳人感染的個案；
- 第五級 - 表示人傳人的個案由一個地區蔓延到兩個地區，而且強烈地顯示即將發生流感大流行；
- 第六級 - 病毒由人傳人的個案擴散至同一個地區的另一個國家，即流感已經在全世界大流行。